# Ole Christoffer Ertvaag
Ole Christoffer Ertvaag (* 14. Juli 1987 in Stavanger) ist ein norwegischer Schauspieler.

## Leben und Karriere
Ertvaag debütierte in der Rolle von Yngve in dem Film Der Mann, der Yngve liebte, basierend auf dem gleichnamigen Roman von Tore Renberg. Ertvaag erhielt seine schauspielerische Ausbildung von 2007 bis 2011 am Rogaland Teater in Stavanger. Von 2015 bis 2018 trat er in der norwegischen Fernsehserie Young and Promising auf und wirkte von 2015 bis 2017 an der britischen Serie The Last Kingdom mit.

## Filmografie (Auswahl)
- 2008: Der Mann, der Yngve liebte
- 2013: Pornopung
- 2015–2018: Jung & vielversprechend
- 2015: Saboteure im Eis – Operation Schweres Wasser (Miniserie)
- 2015–2017: The Last Kingdom (Fernsehserie)
- 2015, 2017, 2018: Jung & vielversprechend (Fernsehserie, Unge lovende)
- 2016: Jeg faller
- 2016: Tordenskjold & Kold
- 2017: Grenseland (Fernsehserie)
- 2018: Lykkeland (Fernsehserie)
- 2018: Now It’s Dark
- 2018: Vann over ild
- 2019: Amundsen
- 2019: Fucking Norway (Kurzfilm)
- 2019: Weihnachten zu Hause (Hjem til jul, Fernsehserie)
- 2019: Heimebane (Fernsehserie, 5 Folgen)